# Muzeum Ordynariatu Polowego

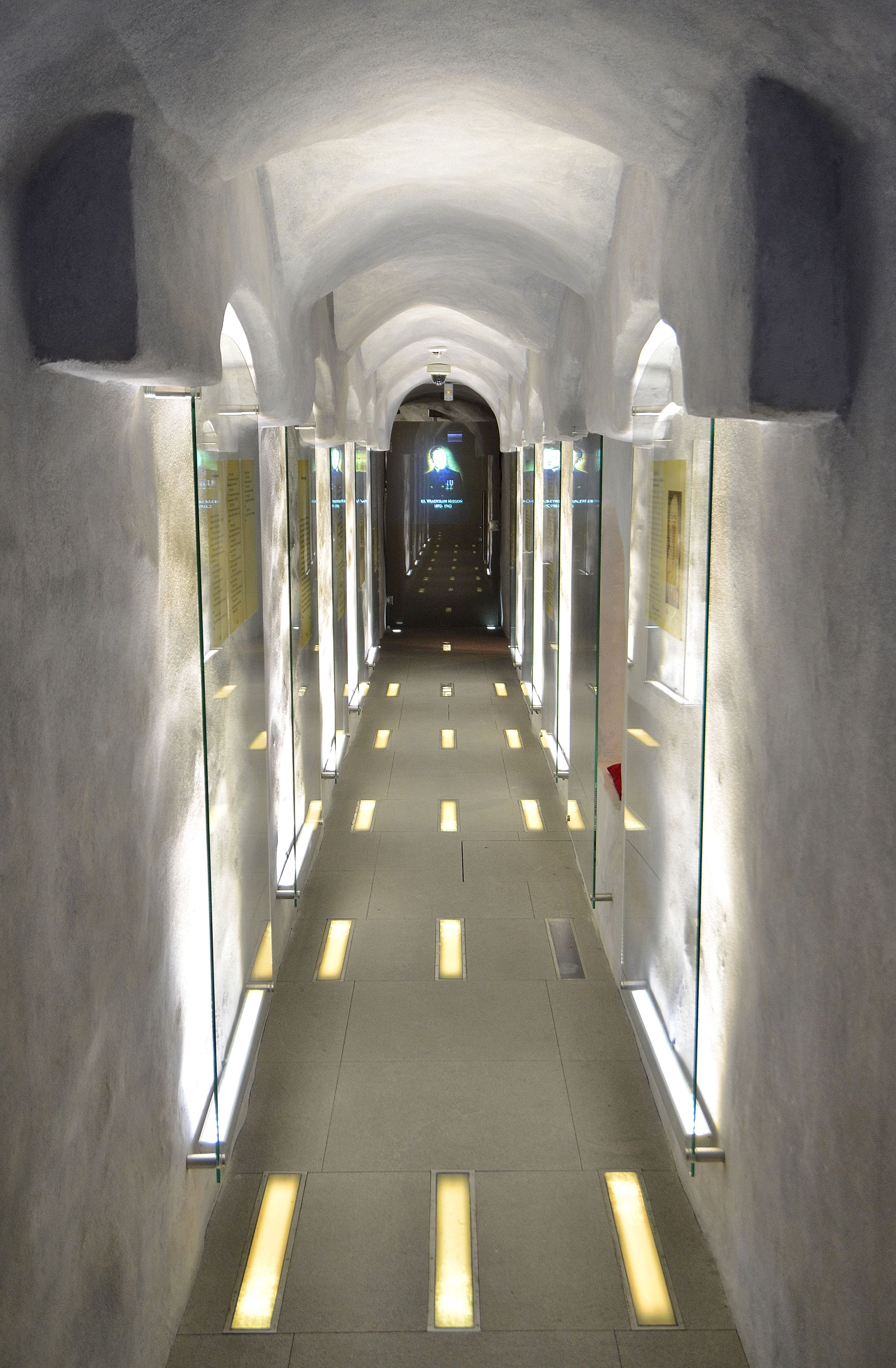
Hall z niszami ekspozycyjnymi

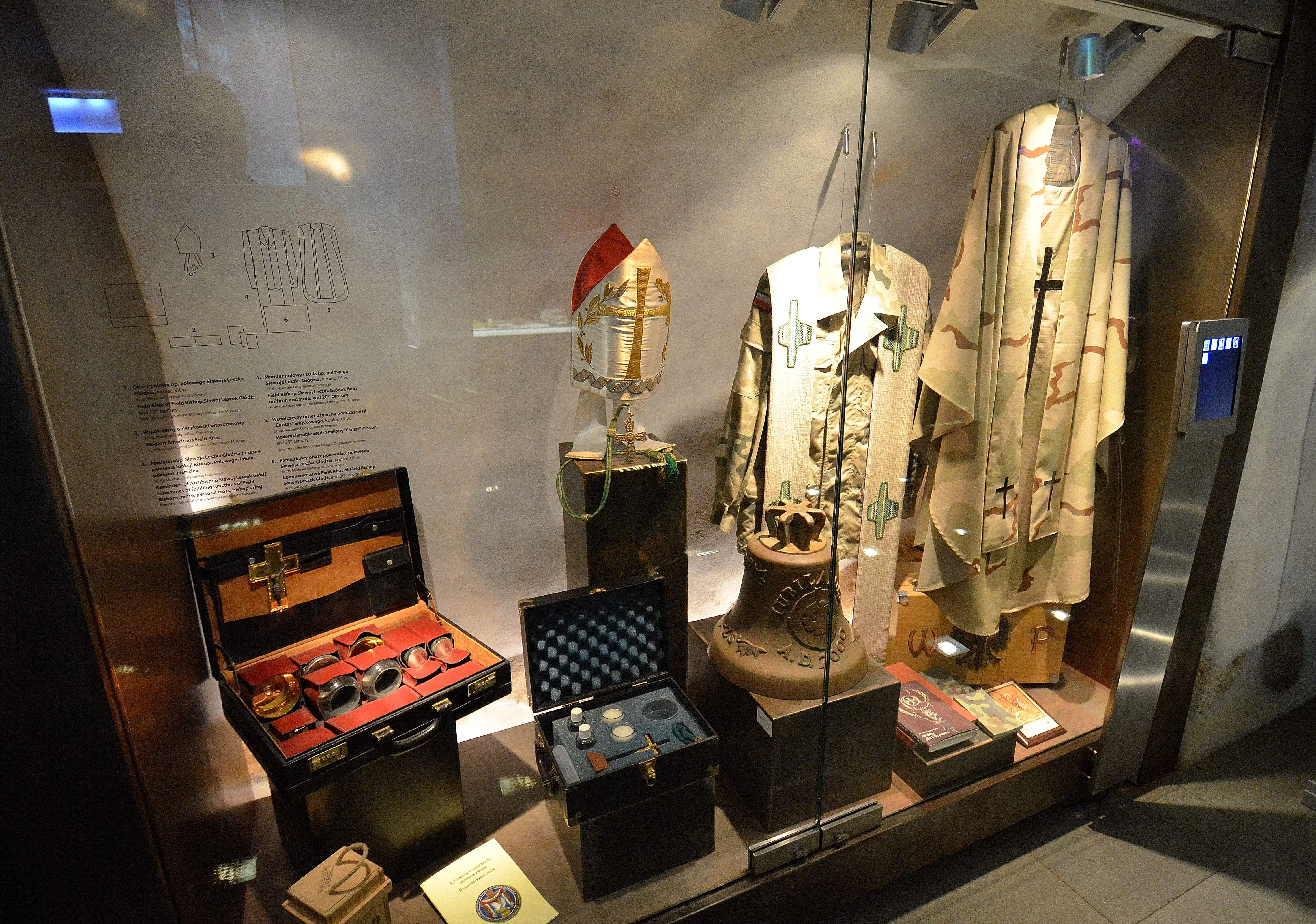
Gablota z szatami liturgicznymi używanymi przez biskupów polowych Wojska Polskiego

Muzeum Ordynariatu Polowego – muzeum znajdująca się w podziemiach katedry polowej Wojska Polskiego przy ul. Długiej 13/15, w dzielnicy Śródmieście w Warszawie. Do 2022 roku oddział Muzeum Warszawy.

## Opis
Muzeum zostało utworzone w grudniu 2010 roku jako oddział Muzeum Warszawy. W 2022 roku placówka została oddana pod zarząd parafii katedralnej Najświętszej Maryi Panny Królowej Polski. Na rzecz parafii przekazane zostało jej wyposażenie. Nastąpiło także użyczenie muzealiów będących własnością Muzeum Warszawy.
Ekspozycja poświęcona jest przedstawieniu historii katolickiego duszpasterstwa wojskowego od chrztu Polski aż do czasów współczesnych. W zbiorach placówki znajdują się m.in.:
- przedmioty rzemiosła artystycznego poł. XVII wieku
- ołtarze polowe
- mundury
- paramenty liturgiczne
- dokumenty
- fotografie